# Camposiana emarginata
Camposiana emarginata là một loài ruồi trong họ Tachinidae.